# Georgi Bozhilov
Georgi Bozhilov, född 9 april 1989, är en bulgarisk roddare.
Bozhilov tävlade för Bulgarien vid olympiska sommarspelen 2016 i Rio de Janeiro, där han tillsammans med Kristian Vasilev slutade på 9:e plats i dubbelsculler.